# کلاب صوفیان سفلی
کلاب صوفیان سفلی، روستایی از توابع بخش مرکزی شهرستان جیرفت در استان کرمان ایران است.

## جمعیت
این روستا در دهستان خاتون‌آباد (جیرفت) قرار دارد و براساس سرشماری مرکز آمار ایران در سال ۱۳۸۵، جمعیت آن ۱٬۰۵۳ نفر (۲۲۰خانوار) بوده‌است.